# Burg Tiefenberg
Die Burg Tiefenberg ist eine abgegangene Burg im Bereich der Wüstung Tiefenberg im „Bubenhofer Tal“ über dem Weiler Langenau der Stadt Rosenfeld im Zollernalbkreis in Baden-Württemberg.
Die nicht mehr genau lokalisierbare Burg, die östlich zwischen Vogelmühle und Pelzmühle vermutet wird, wurde vor 1365 zerstört und ab 1365 bis 1511 als Burgstall erwähnt. Die Burg war im Besitz der Herren von Bubenhofen
(Lehensleute der Herren von Zimmern), einem schon seit 1190 nachweisbaren schwäbischen Adelsgeschlecht, das seit 1254 im Bubenhofener Tal belegt ist, im 14. Jahrhundert abwanderte, zu großer Bedeutung aufstieg, im 15. Jahrhundert das reichste Rittergeschlecht der weiteren Umgebung war und im 19. Jahrhundert ausstarb. Weiter waren die Herren von Bubenhofen in der Umgebung im Besitz der Wasserburg Bubenhofen und Burg Untreues Ziel.